# حمية الطعام النيء
حمية الطعام النيء أو ما يعرف بالغذاء الخام هي ممارسة غذائية تتضمن تناول الطعام النيء أو الطعام سهل التحضير فقط .
اعتمادا على الفلسفة أو اختلاف أساليب الحياة والنتائج المرغوبة فإنه من الممكن أن يشمل النظام الغذائي بعض الفواكه والخضراوات والمكسرات والبذور والبيض والأسماك واللحوم ومنتجات الألبان, من الممكن أيضا أن يشمل بعض الطعام المعامل بشكل بسيط كبعض أنواع البذور المتبرعمة والأجبان وبعض أنواع الطعام المحضر بواسطة البكتريا(المتخمر) كالزبادي وشاي الكمبوتشا أو الملفوف المخمر .
و لكن بشكل عام لا يتضمن الطعام المبستر أو المنتج باستخدام المبيدات الصناعية والمخصبات والمذيبات والمواد المضافة للطعام.

## الأصناف
يتكون هذا النظام بشكل كامل أو معظمه من الطعام النيء أو المطبوخ عند درجات حرارة منخفضة .

### الخضار النيء (النباتات الخام )

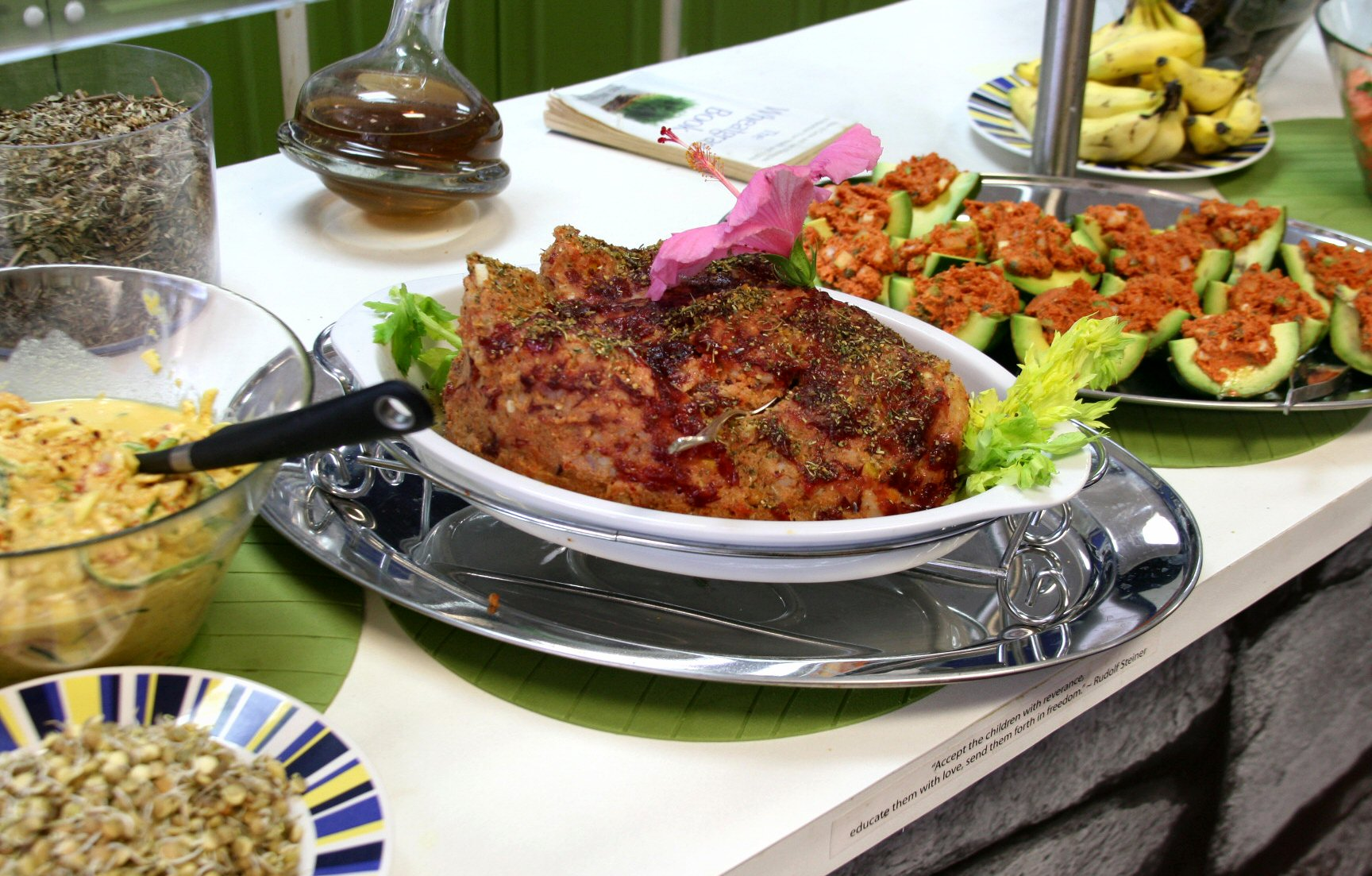
النبات النئ (عيد الشكر في تركيا)

حمية الخضار النيء تتكون من النباتات الغير معاملة صناعيا أو النباتات التي تم تسخينها عند درجة حرارة تتراوح ما بين 40 إلى 49 درجة مئوية (104-120) فهرنهايت .من الأشخاص الذين اتبعوا هذا النظام براين كليمنت (مخرج كندي ) , جابريل كاوسنس (طبيب أمريكي ) وغيرهم، وقد اعتقدوا أن الطعام المطبوخ في درجة حرارة أعلى من المذكورة سابقا يفقد الكثير من قيمته الغذائية ويصبح أقل في فوائده الصحية أو بشكل ما يصبح مضر للجسم .

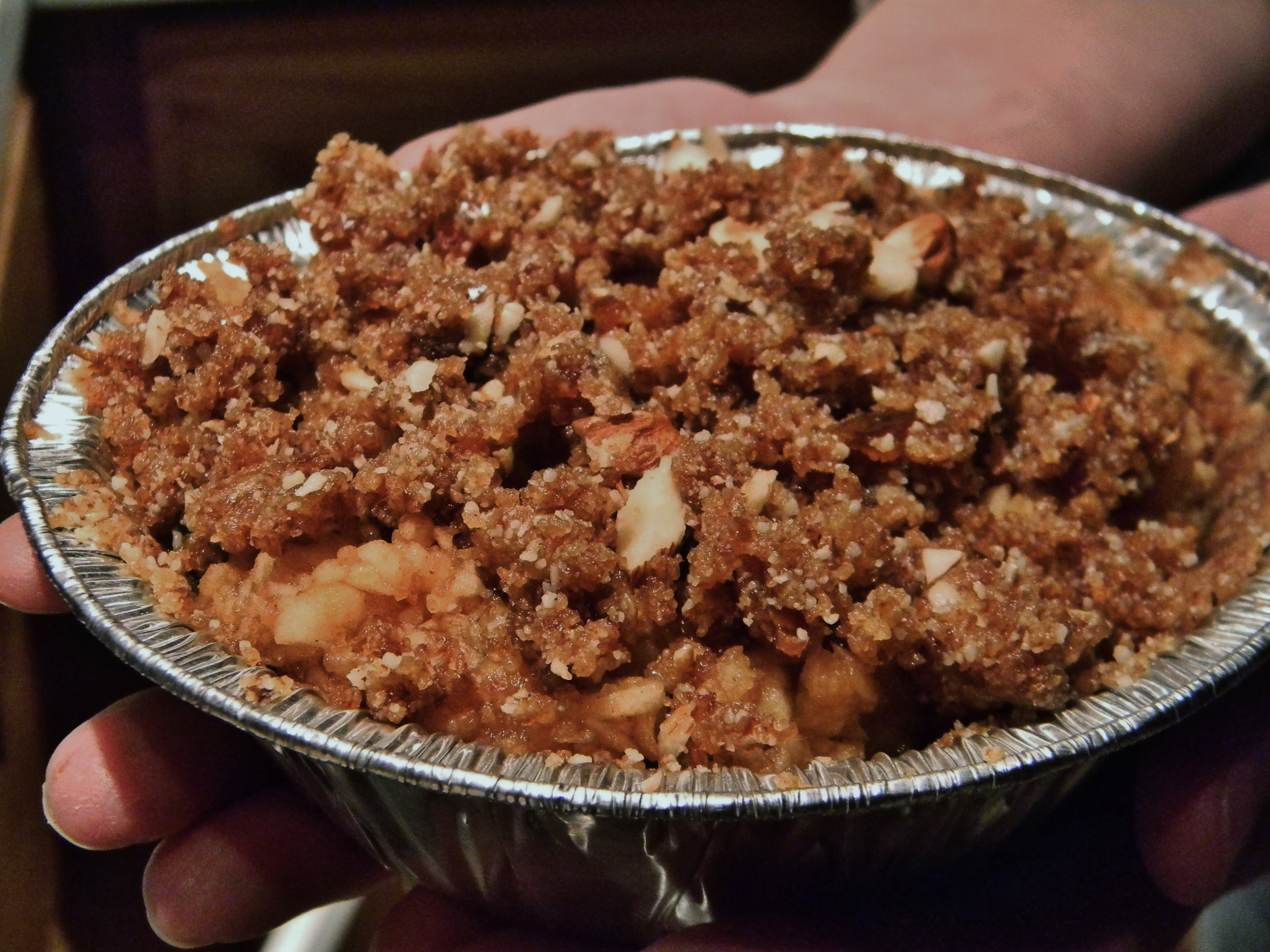
النبات الخام (فطيرة التفاح)

دفاعا عن هذا النظام قال متبعيه أن الطعام النيء يحتوي على إنزيمات طبيعية مهمة جدا في بناء البروتين وإعادة بناء الجسم وعندما يتم تسخينها فإنها تتدمر مخلفة بعض المواد السامة .
الطعام المثالي لهذه الحمية يتضمن الفواكه والخضراوات والمكسرات والبذور  .....إلخ
يتم تقسيم متبعين هذا النظام إلى أقسام أكثر تخصصا فهناك أنظمة غذائية تحتوي على الفواكه فقط وهناك ما يحتوي على العصائر فقط .

### حمية  الغذاء الحيواني النيء
يشمل هذا النظام أي طعام يمكن تناوله بدون طبخ وبدون تصنيع كاللحوم والبيض ومنتجات الألبان أو الطعام الذي يمكن تخزينه لفترة من الزمن كالبيض واللحوم والأسماك والفواكه والخضراوات والمكسرات وغيرها ولكن ليس الحبوب كالقمح والفول والصويا .
في هذا النظام لا يتم تسخين الطعام عند درجة حرارة تتجاوز ال 40 درجة مئوية لأنه كما يعتقد الأشخاص متبعي هذا النظام فإن الطعام المطبوخ عند درجة حرارة أعلى يفقد الكثير من قيمته الغذائية.

## الأنظمة المعاصرة
في بداية الأمر نشأت هذه الأنظمة في سويسرا على يد ماكسيميليان  بيرشر بينر (طبيب سويسري ) (1839-1867)
والذي كان متأثرا بالحركة الألمانية (إصلاح الحياة ) والتي كانت تدعو للعودة للطبيعة والتي شملت الطب الشمولي، والعري ,والحب الحر، والتمارين والنشاطات التي تقام في الهواء الطلق والأطعمة التي يحكم عليها بأنها طبيعية.
التزم د.بيرشر بحمية نباتية لفترة وبعد ذلك قرر أن الطعام الخام هو أي طعام يأكله البشر حقا وقد كان متأثرا بأفكار داروين أن الإنسان ما هو إلا نوع آخر من الحيوان وقد لاحظ أن الحيوانات لا تطهو طعامها .
في عام 1904 م قام بإنشاء أول مصحة في الجبال خارج زيوريخ أسماها (القوة الحيوية ) مقتبسا من المبدأ الأساسي في الحركة الألمانية والذي كان يشير إلى ضوء الشمس بشكل خاص .
أعتقد هو وآخرون أن الطاقة مركزة بشكل أكبر في النباتات عن الحيوان والتي تختفي بالطبخ.
كانت هذه الأفكار مؤثرة بالنسبة ل آن ويجمور التي كانت من المدافعين عن هذا النظام ولكن تم تصنيفها على سبيل الخطأ ضمن الشعوذة والدجل.
في عام 1917 م تم افتتاح أول مطعم للطعام النيء في أمريكا على يد جون وفيرا ريتشر.
وقد تم القبض على شيلتون (أحد المدافعين عن هذا النظام ) وسجنه وتغريمه أكثر من مرة لممارسته الطب بدون رخصة أثناء عمله كمدافع عن هذا النظام الغذائي.

## إدعاءات
تشمل الإدعاءات التي يزعمها أنصار هذه الحمية ما يلي:
1.أن تسخين الطعام عند درجة حرارة أعلى من 104-118 فهرنهايت يعمل على تكسير وتدمير الإنزيمات الموجودة في الطعام ومع ذلك فقد تم إثبات أن هذه الإنزيمات لا تلعب دورا مهما في عملية الهضم قبل أن يتم هضم هذه الإنزيمات نفسها .
2.أن الطعام النيء يمتلك قيمة غذائية ومضادات أكسدة أعلى من الطعام المطبوخ، في الحقيقة سواء أكان الطهي يقلل من القيمة الغذائية أو يزيد من توافرها أو كلاهما فإن هذا يعتمد على الطعام وطريقة طهيه.
3.أن الطعام المطبوخ وخاصة اللحوم تحتوي على سموم ضارة والتي يمكن أن تسبب أمراض مزمنة ومشاكل أخرى كالدهون التقابلية التي تنتج من تسخين الزيوت والأكريل أميد الذي ينتج من القلي والمركبات العطرية متعددة الحلقات .
بينما يعتبر اتباع نظام غذائي صحي وسيلة فعالة للتقليل من الأطعمة المقلية واللحوم الحمراء فإن الطعام المطبوخ لا يحتوي كله على مواد كيميائية ضارة ( وجبة من البطاطس المقلية تحتوي على 200 مرة مواد ضارة أكثر من وعاء الشوفان المطبوخ ) وعليه فإن اتباع نظام يحتوي على كلا من الطعام النيء والمطبوخ لا يقصر الحياة.
المعدلات العالية من بعض المركبات التي تتكون عند طهي اللحوم يمكن أن تسبب السرطان في الحيوانات الأخرى إلا أن التعرض لمثل هذه المواد ومدى تأثيره على الإنسان وتعريضه للإصابة بالسرطان ليس واضحا إلى الآن .
وفقا لجمعية السرطان الأمريكية واعتبارا من عام 2013 م ليس واضحا ما إذا كان استهلاك الأكريل اميد يزيد من خطر الإصابة بالسرطان أم لا.

## العائد الصحي
أثبتت الدراسات الوبائية وتحاليل التجارب السريرية التي نشرت في عام 2004 م والتي غطت نطاق واسع من أنواع السرطان أن هناك علاقة عكسية بين مخاطر الإصابة بأنواع معينة من السرطان وبين تناول الخضراوات المطبوخة والنيئة، وأن استهلاك الخضراوات النيئة مرتبط بنقص فرص الإصابة بالسرطان أكثر من استهلاك الخضراوات المطهية .
من ناحية أخرى قد يؤثر النظام الغذائي على نمو الأطفال والرضع, عند تطبيق هذا النظام يجب أن يعطى اهتماما خاصا للأطفال  وقد قال د. جويل فورمان مؤلف كتاب ( إثبات مرض طفلك ) أنه قد لا يكون هناك ما يكفي من فيتامين ب 12 وفيتامين د والسعرات الحرارية اللازمة لنمو الطفل في النظام الغذائي النباتي الخالص .
وقد أطعم أولاده الأربعة الخضار النيء والمطبوخ والفواكه والمكسرات والحبوب والفول والبيض في بعض الأحيان.
التسمم الغذائي هو أحد مخاطر تناول الطعام النيء فقط وقد زاد الإقبال على تناول الطعام النيء بعد زيادة الأمراض المنقولة بالغذاء خاصة باللحوم والأسماك والمحار.
وقد انتشر التهاب المعدة والأمعاء بين مستهلكي المنتجات الحيوانية النيئة أو الغير مطبوخة جيدا  بما في ذلك المدخنة والمخللة والمجففة وتشمل اللحوم  والأسماك سواء أكانت من مياه المحيطات أو المياه العذبة والمحار والحليب الخام ومنتجاته والبيض النيء.
وقد ربطت الدراسات بين اتباع هذا النظام الغذائي وبين فقدان الوزن وكثافة العظام, أما عن تآكل الأسنان فقد أثبتت دراسة واحدة أن هذا النظام يزيد من خطر تأكلها مقارنة بالنظام العادي.
كتب خبير التغذية أرنولد إي بندر أن العديد من الأطعمة النيئة تكون سامة ولا تصبح آمنة إلا بعد طبخها، بعض الأطعمة تحتوي على مواد تدمر الفيتامينات وتتداخل مع الإنزيمات الهاضمة أو تدمر جدران الأمعاء، كما أن اللحوم النيئة قد تكون ملوثة بالبكتريا والتي يتم قتلها بالطهي أما الأسماك النيئة فإنها قد تحتوي على مواد تتداخل مع فيتامين ب 1.

## الطهي والاحتباس الحراري
بشكل مباشر أو غير مباشر فإن طهي الطعام يحتاج إلى طاقة كما أن أنه يحرر بعض الغازات المرتبطة بظاهرة الاحتباس الحراري .
تخفف هذه الأنظمة من استخدام الموارد الغير متجددة مما يؤدي إلى كونها من الناحية البيئية أقل ضررا من الوجبات المطبوخة .

## دور الطهي في تطورالإنسان

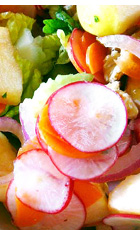
صورة مقربة لطبق من الطعام النيء(الخام)

زعم د.ريتشر رانغام أستاذ الأنثروبيولوجيا في جامعة هارفرد  أن الطعام المطبوخ يلعب دورا مهما في تطور الإنسان، ويمكن اعتبار الدليل على وجود الأنظمة الغذائية المطبوخة منذ 1.8 مليون سنة هو وجود تعديلات تشريحية في الإنسان المنتصب حيث حدث انخفاض في حجم الفك والأسنان مما يشير إلى وجود طعام أكثر ليونة مما يتطلب وقت أقل في المضغ بالإضافة إلى صغر القناة الهضمية وكبر حجم المخ مما يشير إلى أن الإنسان المنتصب كان يتبع نظام غذائي أكثر جودة من سابقيه.
لتفسير كيفية تماشي صغر القناة الهضمية مع كبر حجم المخ وتوفر الطاقة اللازمة لذلك ربط د.رانغام أبحاثه على التأثيرات الهضمية للطعام المطبوخ مقارنة بالنيء بالقدرات التناسلية القليلة لدى الإناث متبعي هذا النظام ومؤشر كتلة الجسم في كلا الجنسين  لدعم فرضيته أن النشويات المطبوخة توفر الطاقة اللازمة لتطور الإنسان من المنتصب إلى العاقل.
من النظريات التي تعارض د.رانغم نظريات ليزلي آيلو أستاذ الأنثروبيولوجيا في جامعة كوليدج لندن وعالم الفيزياء بيتر ويلر حيث يعتقد كلاهما أن التطور الذي أرجعه رانغام إلى الطعام المطبوخ ما هو إلا بسبب كونها أغذية حيوانية طرية كالنخاع والمخ .
علاوة على ذلك تشير الأدلة الأثرية أن حرائق الطهي بدأت بشكل جدي عندما ظهرت المواقد القديمة والأفران الأرضية وعظام الحيوانات المحترقة والصوان في جميع أنحاء أوروبا والشرق الأوسط قبل مليوني سنة، وكانت الإشارة الوحيدة للنار هي الأرض المحروقة التي تحتوي على رفات بشرية والتي يعتبرها العلماء صدفة بدلا من دليل على وجود حرائق متعمدة.
يعتقد الكثير من العلماء أن الزيادة في حجم الدماغ حدثت بشكل جيد قبل ظهور الطهي وذلك بسبب التحول من استهلاك  المكسرات والتوت إلى اللحوم النيئة